# Curtiss D-12

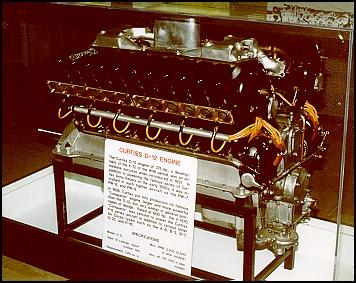
Curtiss D-12

Der Curtiss D-12 (militärisch auch Curtiss V-1150) ist ein wassergekühlter V-12-Flugmotor des US-amerikanischen Herstellers Curtiss Aeroplane and Motor Company Incorporated.

## Geschichte
Der Zylinderwinkel beträgt 60°. Beide Zylinderbänke sind aus je einem Block gegossen, die mit dem Kurbelgehäuseoberteil verschraubt sind. Jeder Zylinder besitzt zwei Einlass- und zwei Auslassventile, die von einer obenliegenden Nockenwelle je Zylinderbank betätigt werden. Die Nockenwellen werden durch Königswellen angetrieben. Die Zylinder beider Bänke befinden sich genau gegenüber. Die Kolben werden deswegen über ein Haupt- und ein Nebenpleuel mit der siebenfach gelagerten Kurbelwelle verbunden.
Da das Untersetzungsgetriebe des Curtiss K-12 ständig Probleme bereitete, entschloss sich Arthur Nutt, dieses wegzulassen. Aus dem K-12 entstand so in einem Zwischenschritt der Curtiss CD-12. Jedoch verlangten die bisher eingesetzten Luftschrauben aus Holz eine Begrenzung der möglichen Motordrehzahl und damit eine Reduzierung der Leistung. Sylvanus Albert Reed gelang die Herstellung einer Metallluftschraube, die eine höhere Propellerdrehzahl ermöglichte, und so konnte wieder die volle Motorleistung abgerufen werden. Das „D“ im Namen bedeutet dabei direct.
Die Leistung des ersten Prototyps betrug 316 PS, die in der Serienfertigung kontinuierlich gesteigert werden konnte. Der Motor kam sowohl in der Curtiss CR-1 als auch in der Curtiss CR-2 und der Curtiss R6 zum Einsatz. Neben dem Einsatz in Curtiss-Renn- und Jagdflugzeugen wurde er auch in der Boeing PW-9 verwendet. Der erste Einsatz erfolgte 1921 beim Pulitzer Trophy Air Race auf Long Island, das von der Curtiss CR-2 gewonnen werden konnte. Das Aggregat leistete dabei 400 PS bei 2000/min. Curtiss verwendete das Aggregat auch für Rekordflüge. So erreichte eine CR-2 am 13. Oktober 1922 mit 358,836 km/h einen neuen Weltrekord, noch mit einer speziellen Holzluftschraube. Dabei wurde die Verdichtung auf 5,8:1 erhöht und der Motor leistete so 450 PS.
Zur Verwendung in der Curtiss R6 wurde der Motor auf 117 mm aufgebohrt und so entstand der Curtiss D-12A mit kurzzeitig 460 PS bei 2400/min bei einer Verdichtung von 5,3:1. Mit einer Verdichtung von 6:1 waren mit diesem Motor 495 PS möglich. Weitere Entwicklungsstufen für die militärische Verwendung waren die Varianten D-12C (Curtiss V-1150-1) und D-12D (V-1150-3), jeweils mit 435 PS Dauerleistung.
In Großbritannien wurde das Triebwerk als Fairey Felix in Lizenz produziert. Als eine Leistungssteigerung mit dem D-12 nicht mehr möglich war, entwarf Nutt den Nachfolger Curtiss V-1570.

## Technische Daten (Curtiss D-12)
- 12 Zylinder, flüssigkeitsgekühlt
- Bohrung: 114,3 mm
- Hub: 152,4 mm
- Hubraum: 18763 cm³ (1145 cu.in.)
- Dauer-Leistung: 375 PS
- Verdichtung: 5,3:1
- Maximale Motordrehzahl: 2000/min
- spezifischer Verbrauch 240 g/PSh
- Länge: 1437 mm
- Höhe: 1003 mm
- Breite: 718 mm
- Gewicht: 304 kg